# Syfy
Syfy (ˈsaɪfaɪ), dříve známé jako Sci-Fi Channel či Sci Fi, je americká kabelová a satelitní televizní stanice. Je součástí společnosti NBCUniversal Cable Entertainment Group, divize NBCUniversal, která je dceřinou společností mediálního konglomerátu Comcast. Specializuje se na science fiction, fantasy, hororové, dramatické a paranormální pořady. Vysílat začala dne 24. září 1992 pod názvem Sci-Fi Channel. Jméno Syfy je oficiálně používáno od 7. července 2009. Stanice je dostupná v 92,4 milionech amerických domácnostech.
Verze stanice v rozlišení HDTV, Syfy HD, započala vysílat 3. října 2007 na DirecTV.

## Média

### Syfy Wire
Syfy Wire (dříve Sci-Fi Wire a Blastr) je webová stránka provozovaná společností Syfy, která zahrnuje zpravodajství v žánrech sci-fi, hororu a fantazie. V roce 2010 byla stránka přejmenována na Blastr. Ta mimo základní žánry přidávala obsah také ze světa her či videí. V prosinci roku 2016 byla stránka přejmenována na SyfyWire.

### Ostatní
- Science Fiction Weekly byl online magazín.[8]
- Sci Fi Magazine byl oficiálním magazínem stanice.
- SyfyGames.com je online herní portál, který nabízí sci-fi či fantasy MMO hry.[9]